# Монгол Чебеков
Монгол Чебеков — Князь Второй Чуйской Волости. Он был сыном князя Чебека и его второй жены княгини Курунджук.

## Биография
В 1826 году к нему приехал в рамках своего путешествия ботаник Александр Бунге. Князь Николай Костров в своей книге подробно описывал их встречу. Оттуда мы узнаём о хорошем воспитании как самого Монгола, так и его матери.
Позже эта встреча была описана Карлом Риттером в своём труде «Землеустройство Азии».
В 1842 году долину реки Чуи посетил Пётр Чихачёв — известный путешественник и географ. Томские власти организовали ему встречу с Монголом и зайсаном Первой Чуйской Волости Шурмегом. Чихачёв пытался получить у них информацию о географии их долины.
На этой же встрече художником Е. Мейером был сделан единственный прижизненный портрет князя Монгола.

## Конфликт с российскими властями
Летом 1828 года Корсаков — Бийский земской исправник потребовал от Монгола Чебекова и Шурмега Менесчекова (князь Первой Чуйской Волости) содействия в поимке беглых крестьян, но в своей расписке зайсаны, которые перед этим посоветовались с начальниками китайских пограничных караулов, решительно отказались в содействии, сославшись на то, что китайские власти не дали разрешения им это делать. Как известно, двоеданцы были обязаны оказывать содействие представителям русских властей, но стоит понимать, что ни Монгол, ни Шурмег не хотели портить отношения с беглыми крестьянами, потому что они начали основывать там свои поселения, и двоеданцы вели взаимовыгодную торговлю с ними. Например они покупали у них железные изделия. Они имели возможность лавировать между Россией и Китаем, потому что у них было выгодное буферное положение. В этой истории оба князя воспользовались этим положением: на переговорах с Бийским исправником они заявляли, что являются не российскими, а китайскими подданными.

## Семья

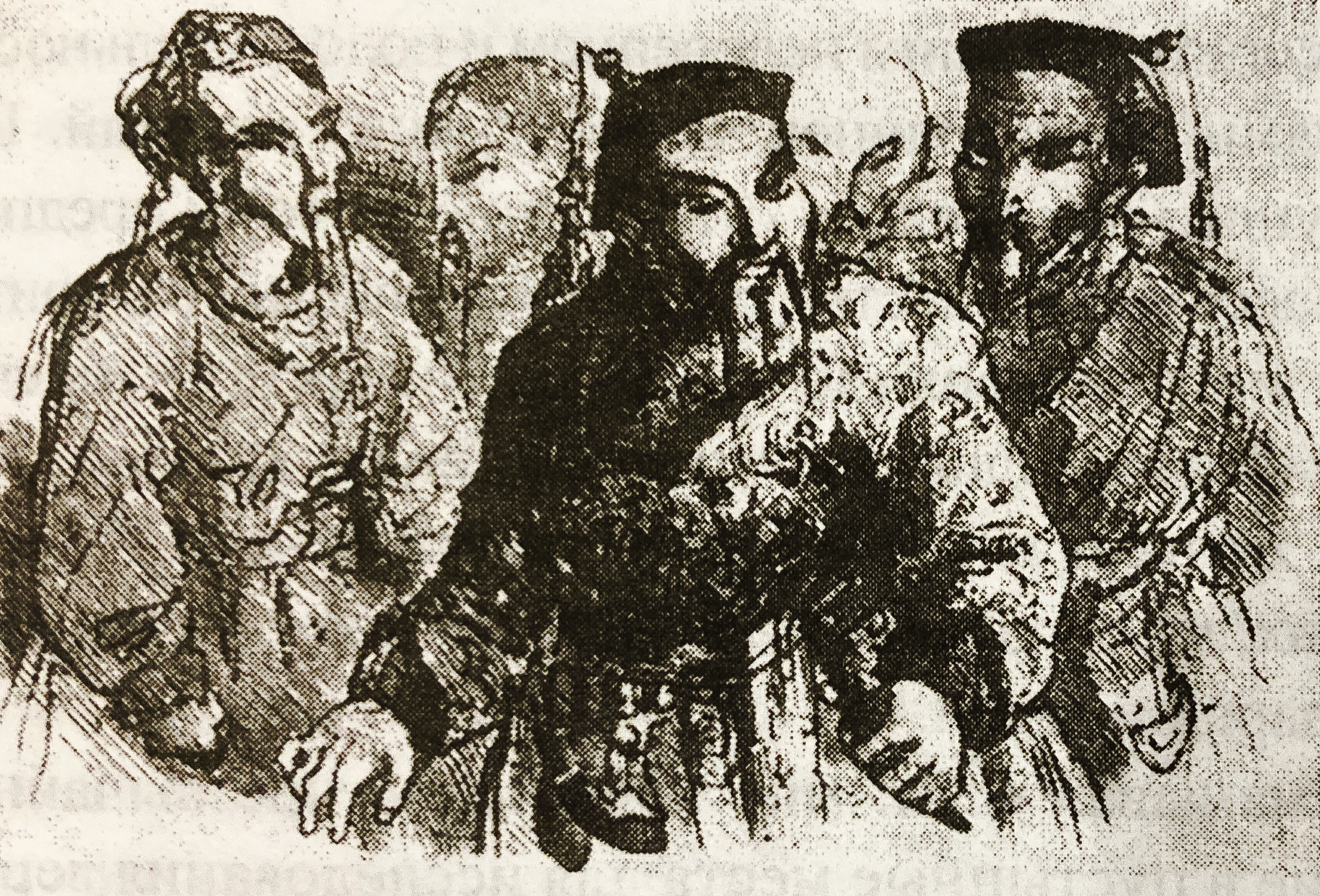
Монгол Чебеков (впереди) и Шурмег Менкечеков (справа). Рисунок Е. Е. Мейера, 1842 год.

Доктор Бунге также говорил, что у Монгола была мать, которую звали Курунджук. Она была второй женой князя Чебека (отца Монгола). Княгиня была одета в шелка, помимо богатой одежды она показала своё остроумие и «живую речь» перед Бунге. Также в семье жила старшая дочь — княжна Эрко. Учёного удивил её белоснежный цвет кожи. Как и все члены княжеской семьи, она была одета в шёлк.
В августе 1826 году состоялась свадьба князя Монгола. В честь этого события была установлена новая юрта, специально для жены Монгола. Войдя в неё Бунге обнаружил княгиню, имя которой он так и не упомянул в записях, её служанок и бабушку зайсана. Сейчас не известно были ли дети в этом браке, но наследника после себя он не оставил, поэтому власть перешла в руки ближайшего родственника Чычкана Тёсёгёшева.